# دوواپ‌ها و اوباش‌ها
دوواپ‌ها و اوباش‌ها (انگلیسی: Doo-Wops & Hooligans) نخستین آلبوم استودیویی خواننده و ترانه‌پرداز آمریکایی برونو مارس است. این آلبوم در ۴ اکتبر ۲۰۱۰ توسط آتلانتیک و الکترا رکوردز منتشر شد و در ۲۴ سپتامبر ۲۰۱۰ پیش از تاریخ انتشار رسمی برای شنیدن در دسترس بود. پس از انتشار آلبوم چندآهنگه It's Better If You Don't Understand برونو مارس و تیم تولید، د اسمیزینگتونز، شروع به کار بر روی این آلبوم به همراه نیدلز، سوپا دوپس و جف بسکر کردند. نام آلبوم برای نشان دادن سادگی و جذابیت برای مردان و زنان انتخاب شده است.

## گواهی‌نامه‌ها
| منطقه | گواهی        | واحد گواهی‌شده/فروش |
| --- | ------------ | ------------------ |
| استرالیا (آی‌اف‌پی‌آی استرالیا)                                                                                   | ۴× Platinum  | ۲۸۰٬۰۰۰^           |
| اتریش (فونوگرافی اتریش)                                                                                        | Platinum     | ۲۰٬۰۰۰*            |
| بلژیک (بی‌ئی‌ای)                                                                                                 | Platinum     | ۳۰٬۰۰۰*            |
| برزیل (پرو موزیکا برزیل)                                                                                       | Platinum     | ۴۰٬۰۰۰*            |
| کانادا (میوزیک کانادا)                                                                                         | ۳× Platinum  | ۲۴۰٬۰۰۰^           |
| دانمارک (آی‌اف‌پی‌آی)                                                                                             | ۶× Platinum  | ۱۲۰٬۰۰۰            |
| فرانسه (اس‌ان‌ئی‌پی)                                                                                              | ۲× Platinum  | ۲۰۰٬۰۰۰*           |
| آلمان (بی‌وی‌ام‌آی)                                                                                               | ۵× Gold      | ۵۰۰٬۰۰۰^           |
| ایرلند (آی‌آر‌ام‌ای)                                                                                              | ۴× Platinum  | ۶۰٬۰۰۰^            |
| ایتالیا (اف‌آی‌ام‌آی)                                                                                             | ۲× Platinum  | ۱۰۰٬۰۰۰            |
| ژاپن (آرآی‌ای‌جی)                                                                                                | Platinum     | ۲۵۰٬۰۰۰^           |
| ژاپن (آرآی‌ای‌جی) Digital                                                                                        | Gold         | ۱۰۰٬۰۰۰*           |
| مکزیک (امپروفون)                                                                                               | طلا          | ۳۰٬۰۰۰             |
| هلند (ان‌وی‌پی‌آی)                                                                                                | Gold         | ۲۵٬۰۰۰^            |
| نیوزیلند (آرآی‌ای‌ان‌زد)                                                                                          | ۱۱× Platinum | ۱۶۵٬۰۰۰            |
| فیلیپین (پاری)                                                                                                 | ۲× Diamond   | ۳۰۰٬۰۰۰*           |
| لهستان (زدپی‌ای‌وی)                                                                                              | Gold         | ۱۰٬۰۰۰*            |
| پرتغال (انجمن صنفی گرامافون)                                                                                   | Gold         | ۱۰٬۰۰۰^            |
| Singapore | ۴× Platinum  | ۴۰٬۰۰۰*            |
| اسپانیا (سازنده‌های موسیقی)                                                                                     | Gold         | ۳۰٬۰۰۰^            |
| سوئد (گی‌ال‌اف)                                                                                                  | Gold         | ۲۰٬۰۰۰             |
| سوئیس (آی‌اف‌پی‌آی سوئیس)                                                                                         | ۲× Platinum  | ۶۰٬۰۰۰^            |
| بریتانیا (بی‌پی‌آی)                                                                                              | ۷× Platinum  | ۲٬۱۰۰٬۰۰۰          |
| ایالات متحده (آرآی‌ای‌ای)                                                                                        | ۷× Platinum  | ۷٬۰۰۰٬۰۰۰          |
| خلاصه‌ها |              |                    |
| اروپا (آی‌اف‌پی‌آی)                                                                                               | ۳× Platinum  | ۳٬۰۰۰٬۰۰۰*         |
| * رقم فروش تنها بر پایهٔ گواهی‌ها. · ^ رقم توزیع تنها بر پایهٔ گواهی‌ها. · رقم فروش+پخش جاری تنها بر پایهٔ گواهی‌ها. |              |                    |